# The Night the Bridge Fell Down
Pour plus de détails, voir Fiche technique et Distribution.
The Night the Bridge Fell Down est un téléfilm américain réalisé par Georg Fenady et diffusé le 28 février 1983 à la télévision sur NBC.

## Synopsis
Un groupe de personnes est piégé sur un pont qui se disloque des deux côtés. Les services de secours sont impuissants car un groupe de braqueurs de banque armés les empêchent d'approcher des civils et d'effecteur les opérations de survie. Alors que le temps compte, le pont peut à tout moment s'écrouler.

## Fiche technique
- Titre original : The Night the Bridge Fell Down
- Réalisation : Georg Fenady
- Scénario : Arthur Weiss, Ray Goldstone et Michael Robert David
- Direction artistique : Duane Alt
- Montage : Axel Hubert Sr.
- Directeur de la photographie : John M. Nickolaus Jr.
- Musique : Richard LaSalle
- Création des costumes : Paul Zastupnevich
- Effets spéciaux : Marlowe Newkirk
- Producteur : Irwin Allen
- Compagnies de production : Warner Bros Television - Irwin Allen Productions
- Pays de production :  États-Unis
- Format : couleurs - 35 mm - son mono - 1.33 plein écran
- Genre : catastrophe
- Durée : 180 minutes
- Date de sortie : États-Unis : 28 février 1983

## Distribution
- James MacArthur : Cal Miller
- Desi Arnaz Jr. : Johnny Pyle
- Char Fontane : Dee
- Richard Gilliland : Harvey Lewis
- Leslie Nielsen : Paul Warren
- Eve Plumb : Terry Kelly
- Barbara Rush : Elaine Howard
- Gregory Sierra : Diego Ramirez
- Francine York : Ellen
- Ted Gehring : chef de police
- Colleen Davis : Judy
- Pilar Del Rey : Maria
- Brendon Boone : Marty
- Philip Baker Hall : Warren Meech
- Susan Lanier : Jane
- Steven Marlo : Grogan
- Larry Pennell : chef Barrett
- Marlina Vega : Isabel